# تشسترنا دستي
تشسترنا دستي (بالإيطالية: Cisterna d'Asti)‏ هي بلدة وبلدية في مقاطعة أستي في إقليم بييمونتي في جنوب إيطاليا.

## السكان
في سنة 1861 بلغ عدد السكان 2٬042 نسمة، وتطور العدد ليصل في سنة 2011 لـ 1٬286 نسمة.
يظهر هذا المخطط البياني تطور النمو السكاني لـ تشسترنا دستي